# Flavia Company
Flavia Company (Buenos Aires, 27 de septiembre de 1963) es una escritora argentino-española. Desarrolla su obra tanto en español como en catalán. Es licenciada en Filología Hispánica, periodista, traductora, profesora de escritura creativa y conferenciante. Trabaja en distintos géneros (novela, relato, microrrelato, ensayo y poesía). También publica literatura infantil. Vive a caballo entre Argentina y Cataluña. 
En junio de 2018 emprendió un viaje alrededor del mundo que se prolongó durante cuatro años. De esa experiencia nació su libro Ya no necesito ser real, que firmó con el nombre de Haru, uno de sus tres heterónimos junto a Andrea Mayo y Osamu.
Su obra ha sido traducida al inglés, francés, portugués, italiano, polaco, alemán y danés. Además, colabora en los diarios La Vanguardia y Ara. Está considerada una de las voces más inclasificables de la literatura actual.

## Novelas en castellano/español
- La planta carnívora. Editorial Comba, 2021. Firmado con heterónimo: Andrea Mayo
- Dame placer. Editorial Comba, 2021.
- Ya no necesito ser real. Catedral, 2020. Firmado con heterónimo: Haru
- Magôkoro. Catedral, 2019.
- Haru. Catedral, 2016.
- Querida Nélida, reedición en Ediciones La Palma, Colección EME, 2016.
- Que nadie te salve la vida. Lumen, 2012. (Editorial El Ateneo, 2020)
- La isla de la última verdad. Lumen, 2011.
- La mitad sombría. DVD Ediciones, 2006. (Editorial Evaristo, 2020)
- Ni tú, ni yo, ni nadie. Ed. Muchnik, 2002.
- Melalcor. Ed. Muchnik, 2000.
- Dame placer. Ed. Emecé, 1999. (Reedición en 2021, Editorial Comba)
- Luz de hielo. Bassarai Ediciones, 1998.
- Saurios en el asfalto. Ed. Muchnik, 1997.
- Círculos en acíbar. Ed. Montesinos, 1992.
- Fuga y contrapuntos. Ed. Montesinos, 1989.
- Querida Nélida. Ed. Montesinos, 1988.

## Novela en catalán
- La planta carnívora. Ed. Proa (2021). Firmado con heterónimo: Andrea Mayo
- Ja no necessito ser real. Univers Llibres, 2020. Firmado con heterónimo: Haru
- Magôkoro. Catedral, 2019.
- Haru. Catedral, 2016.
- Que ningú no et salvi la vida. Ed. Proa, 2012.
- L'illa de l'última veritat. Ed. Proa, 2010.
- Negoci Rodó. Ed. Columna, 2005.
- Melalcor. Edicions 62, 2000.
- Ni tu, ni jo, ni ningú. Premio Documenta 1997. Edicions 62, 1998.
- Llum de Gel. Edicions El Mèdol, 1996.

## Relato en castellano
- Pensamientos de Haru. Editorial Koan. (Aparición en octubre de 2022)
- Teoría de la resta. Editorial Comanegra, 2022.
- Por mis muertos. Páginas de Espuma, 2014.
- Trastornos literarios. Ed. Páginas de Espuma, 2011. (Reedición revisada y con textos inéditos.)
- Con la soga al cuello. Ed. Páginas de Espuma, 2009.
- El apartamento. MobilBook/Salón Náutico, 2006.
- Género de Punto. Ed. El Aleph, 2003.
- Trastornos Literarios. Colección de microrrelatos aparecidos previamente en prensa. Ed. DeBolsillo, 2002.
- Dame placer. Mario Muchnik editor, 1999
- Viajes subterráneos. Bassarai Ediciones, 1997.

## Relato en catalán
- Teoria de la resta. Editorial Comanegra, 2022.
- Al teu rotllo. Ed. Cruïlla, 2015.
- No em ratllis. Ed. Cruïlla, 2012.
- L’apartament. MobilBook/Salón Náutico, 2006.
- Viatges Subterranis. Ed. El Mèdol, 1993.

## Prosa poética
- Retrat de la Ràpita. En catalán. Con ilustraciones de la pintora Rosa Querol. Edición del Ayuntamiento de San Carlos de la Rápita, 1996.

## Poesía
- La dimensión del deseo por metros cuadrados, Poesía completa. Editorial Comba, 2021.
- Volver antes que ir, Edición Stendhal Books, 2017
- Yo significo algo. Stendhal Books, 2016.
- Volver antes que ir. En castellano. Eugenio Cano Editor, Madrid, 2012.

## Literatura infantil en catalán
- Societat Kyoto. Ed. Cruïlla, 2019.

- El llibre de les preguntes. Ed. Cruïlla, 2016.

- Dóna-hi la volta. Ed. Cruïlla, 2016.

- Una gàbia, un tresor i unes sabatilles vermelles. Editorial La meva Arcàdia 2014.

- Els ambigú i el cas de la mòmia. Ed. Cruïlla. Col. El Vaixell de Vapor, 2014.

- Els Ambigú i el cas de l'estàtua. Ed. Cruïlla. Col. El Vaixell de Vapor, 2010.

- Un perill sota el mar. Ed. Cruïlla. Col. El Vaixell de Vapor, 2009.

- Estels Vermells. Ed. Cruïlla. Col. El Vaixell de Vapor, 2008.

- Gosigatades. Ed. Animallibres, 2007.

- L’espai desconegut. Ed. Cruïlla. Col. El Vaixell de Vapor, 2006.

- El missatge secret. Ed. Cruïlla. Col. El Vaixell de Vapor, 2004.

- L’illa animal. Ed. Cruïlla. Col. El Vaixell de Vapor, 2003.

- El llibre màgic. Ed. Cruïlla. Col. El Vaixell de Vapor, 2001.

## Antologías
- Antología en griego de poesía iberoamericana contemporánea, trad. Ati Solerti, 2014.
- Mar de pirañas. Nuevas voces del microrrelato español (Ed. Fernando Valls), Menoscuarto, 2012.
- Watchwomen. Narradoras del siglo XXI, 2011. Edición de Carmen Velasco.
- Más por menos. Antología de microrrelatos hispánicos actuales. Edición a cargo de Ángeles Encinar y Carmen Valcárcel. Sial/Narrativa, 2011
- Cuentos de amigas. Selección de Laura Freixas. Ed. Anagrama. Mayo 2009.
- Un deseo propio. Selección de las hispanistas N. Vosburg e Inma Pertusa. Varias Autoras. Ed. Bruguera. Abril 2009.
- Mutantes. Narrativa española de última generación. Editorial Nova Berenice, 2007.
- Un diez. Antología del nuevo cuento catalán / Un deu. Antologia del nou conte català. Páginas de Espuma, 2006.
- A tall d’antologia. Editorial l’Esguard, 2005.
- Hijas y Padres. (cuentos; varias autoras). Ed. Martínez Roca, septiembre de 1999.

## Conferencias y mesas redondas
- Workshop : Creative writting, Southwestern University, Georgetown, Texas, 21 de octubre de 2014
- "The island of the last truth". Two ways of living, Southwestern University, Georgetown, Texas, 21 de octubre de 2014.
- Lecture - How i became a writer, Wagner College, New York City, octubre de 2014
- Entre la palabra y el silencio: Una mirada a Clarice Lispector (presentadora y moderadora), Casa América Catalunya, 24 de enero de 2013
- Microrrelatos de Latinoamérica y Europa. Literarische Brennpunkte. 20 de octubre del 20011
- LiburuTek. Jornadas sobre literatura y nuevas tecnologías - 13 y 14 de noviembre de 2012
- Taller de guion. Adaptación de la literature al cine. Tucumán (Argentina). Festival de Cine. Octubre 2009.
- Experiencia del microrrelato. St. Louis University. Madrid, abril de 2009.
- La escritura de relatos. Con la soga al cuello, lectura comentada por la autora. Recital literario. Instituto Cervantes (Viena) 18 de mayo de 2009
- Mujer como motor de la sociedad. Organización y moderación de mesa redonda integrada por Rosa Cullell, Fina Birulés, Nuria Ribó y Victoria Combalía. Espacio Cultural de Caja Madrid. Barcelona. Febrero 2009.
- “Lying in order to write and writing in order to live”, Southwestern University, Georgetown, Texas, 4 de noviembre de 2007.
- Dos narradoras latinoamericanas de hoy (Mesa redonda), Instituto Cervantes, Nueva York, 12 de abril de 2007
- “Ciudad, Mujer y Texto”, Hispanic Studies Keynote Address, University of Kentucky, Lexington, 20 de abril de 2007.
- Found in translation: translating Contemporary Women writers from Spain, University of Kentucky, Lexington, 20 de abril de 2007.
- Seminario de traducción, Western University Kentucky, Bowling Green, 18 y 19 de abril de 2007.
- Lying in order to write and writing in order to live, Western University Kentucky, Bowling Green, 17 de abril de 2007.
- Creación Literaria y lectura de obra propia, Instituto Cervantes de Nueva York, 11 de abril de 2007.
- “Poética Creativa”, Universidad de Kiel, Alemania, 12 de diciembre de 2006.
- Moderadora mesa “Nuevas relaciones humanas. Su reflejo en la literatura”, en el marco de KOSMOPOLIS Barcelona, domingo 22 de octubre de 2006.
- El canon hispanoamericano. Nuevas Generaciones. Intervención mesa redonda en Universidad Pompeu Fabra. 17 de octubre de 2006.
- "Mi abuela y el caracol”, intervención en el XXI Encuentro de Escritores y Críticos de la Literatura española, Casona de Verines (Pendueles, Asturias), 15, 16 y 17 de septiembre de 2006.
- “Escribir con el cuerpo”. A propósito de la antológica de Lucien Freud en Caixa Forum. Barcelona, octubre de 2003.
- “Cuatro escritoras barcelonesas hablan de su obra”, junto a Ana Mª Moix, Cristina Fernández Cubas y Mercedes Abad. Mesa redonda organizada por el Instituto Cervantes de Bruselas. 20 de febrero de 2001.
- “Literatura y desconcierto”, conferencia en el Círculo de Bellas Artes, 16 de noviembre, Madrid, 2000.
- “El cuento”, Mesa redonda en el marco de la Feria del Libro de Buenos Aires, 26 de abril de 2000.
- "Acerca de la escritura y la lectura literarias", Universidad Rovira i Virgili de Tarragona, dentro del marco del VI Encuentro de Escritores. Día jueves 6 de abril de 2000.
- “El cuento”, intervención en el XV Encuentro de Escritores y Críticos de la Literatura española, Casona de Verines (Pendueles, Asturias), 15, 16 y 17 de septiembre de 1999.
- “El porqué, el qué y el cómo de algunas literaturas”, Universidad de Lleida, 12 de mayo de 1999.
- “Una visión sobre la creación literaria”, Universidad Rovira i Virgili de Tarragona, dentro del marco del VI Encuentro de Escritores. Día miércoles 7 de abril de 1999.
- “Las minorías sociales como posibles nuevos géneros literarios” (mesa redonda); Encuentro de Escritores, Premios Octubre de 1998, Valencia.
- “El bilingüismo en la creación literaria”(conferencia); Vitoria, 1 de abril de 1998.
- “Narrativa y realidad virtual” (conferencia); Instituto de Cooperación Iberoamericana, Barcelona, febrero de 1997.
- “Los pelos en la lengua” (mesa redonda); Primer Encuentro de escritores, novelistas, críticos literarios, traductores y profesores argentinos residentes en Cataluña”. Barcelona, febrero de 1995.
- “La primera vez que te vi” (charla); Jornadas del Instituto de la Mujer con el título “Historias de amor- Dos capítulos y medio”, San Sebastián, 21 de marzo de 1993.
- “La voz propia” (conferencia); VI Encuentro de Escritoras, San Sebastián, 17 de noviembre de 1993.
- “Tres generaciones”, (mesa redonda); V Encuentro de Literatura de Mujer, 1990.
- “¿Literatura masculina/ literatura femenina?” (conferencia); II Jornadas de la Mujer, Úbeda (Jaén), 13 de mayo de 1988.